# 正义女神

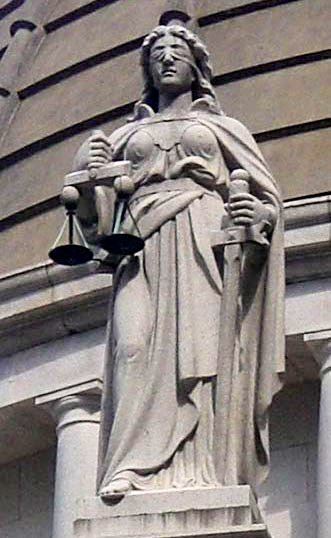
香港終審法院外的正義女神像，戴著眼罩、手持天秤與劍。

朱斯提提亚（拉丁語：Iustitia），通稱「正义女神」（英語：Lady Justice），是一位古羅馬的擬人化神祇。古罗马人接受了古希腊的诸神，并混入了罗马的诸神。在古罗马帝国时代又将一些概念拟人化，“创造”出不少神灵，其中就有正义與司法女神朱斯提提亚，其名稱由法律「jus」一词转变而来。
这位女神的造型混合了希腊的忒弥斯、狄刻、阿斯特賴亞诸女神的形象，一般都是一手持天秤、一手持宝剑，而且都是紧闭双眼或者是在眼睛上蒙着布条。

## 象徵

### 天秤
天秤象徵公平、公正的審判。

### 長劍
制裁罪犯的正義武力。

### 眼罩
自16世紀以來，正義女神經常被描繪為戴著眼罩。這個眼罩最初是作為諷刺意義添加，表現正義對於眼前不公的漠視，但隨著時間的推移，它被重新詮釋，現在被理解為象徵著公正，即正義不應受到財富、權力或地位影響。最早的羅馬硬幣上描繪的正義女神手持劍和天秤，但眼睛是敞開的。正義女神自16世紀中葉以來才常見地被描繪為「失明」。已知的第一個失明正義女神的表現是漢斯·吉恩（Hans Gieng）於1543年創作的《正義噴泉》（Fountain of Justice）雕像，位於伯恩。
而許多雕像乾脆省略了眼罩。例如在倫敦的奧卑利法院頂部，正義女神的雕像並未戴上眼罩；法院的宣傳手冊解釋說，這是因為正義女神最初並無失明，而她的「處女形象」應已代表她的公正性，使得眼罩變得多餘。 另一種形象是將戴著眼罩的正義女神描繪為一個人形天秤，在雙手中權衡對立的主張。這一例子可以在田納西州孟菲斯的謝爾比縣法院看到。

## 圖片

### 雕塑

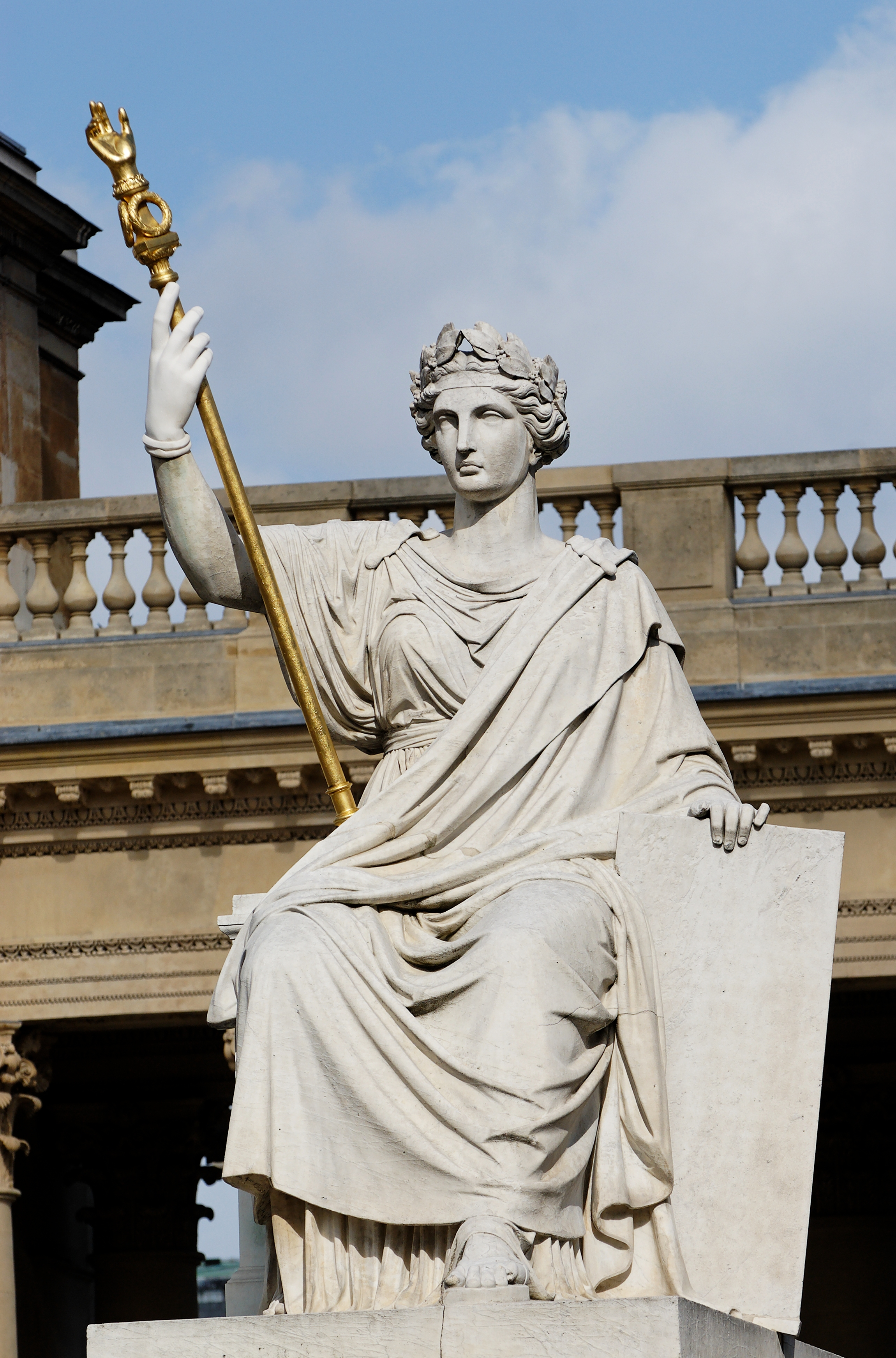
《法律》，让-雅克·弗歇尔（英语：Jean-Jacques Feuchere）作
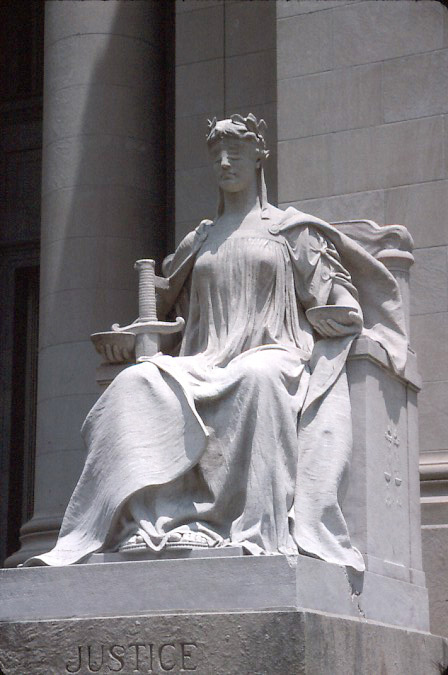
美国田纳西州谢尔比县法院
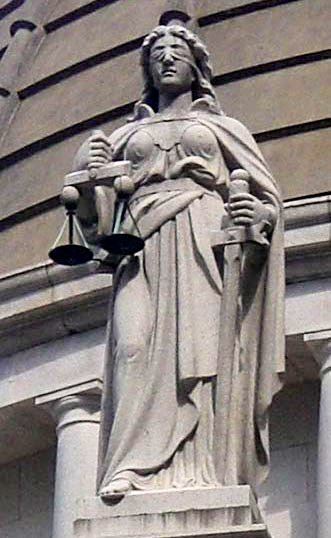
香港終審法院大樓上的正義女神像
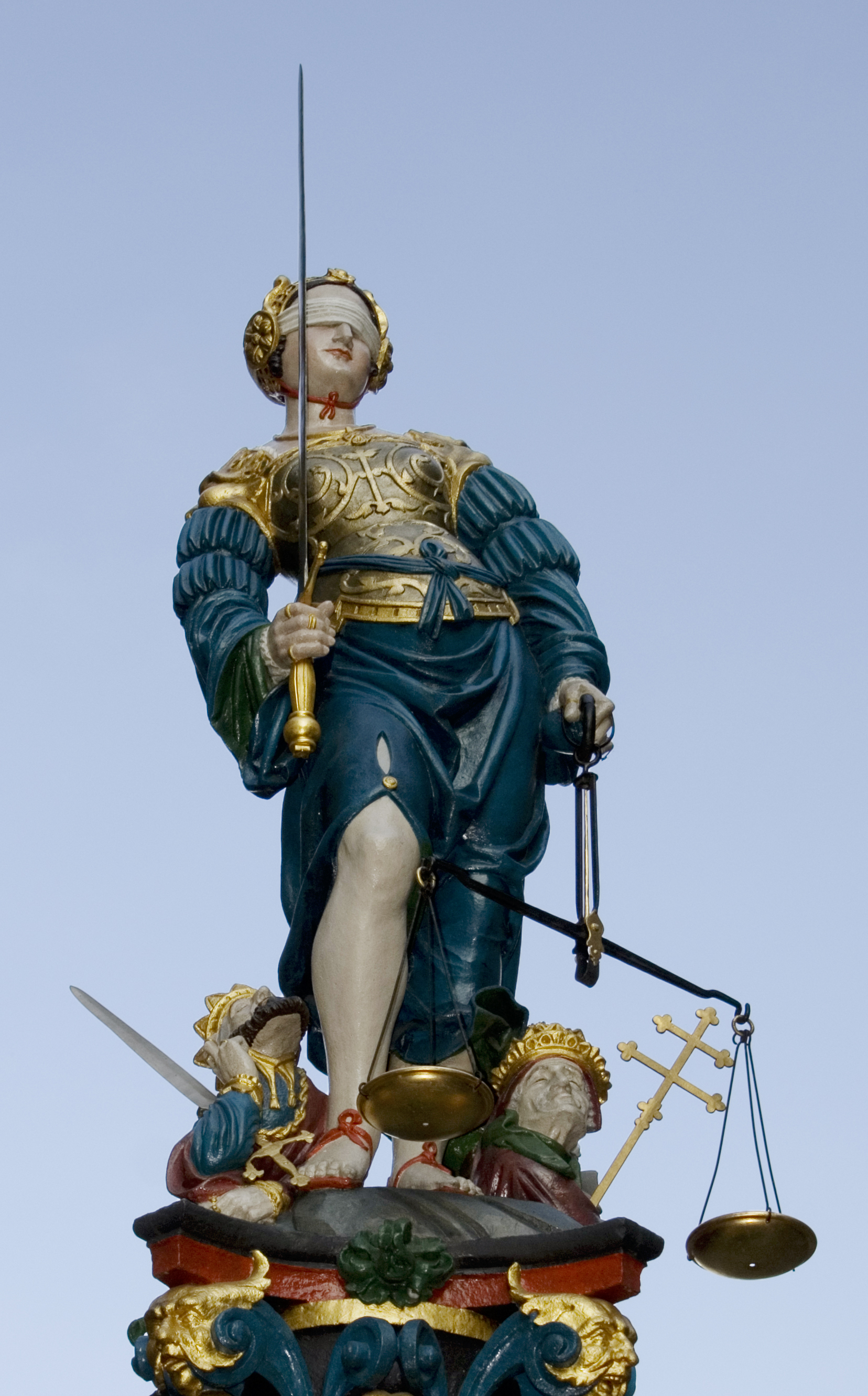
瑞士伯尔尼，汉斯‧吉恩(Hans Gieng)作于1543年的戴眼罩手持天秤及剑的正义女神像
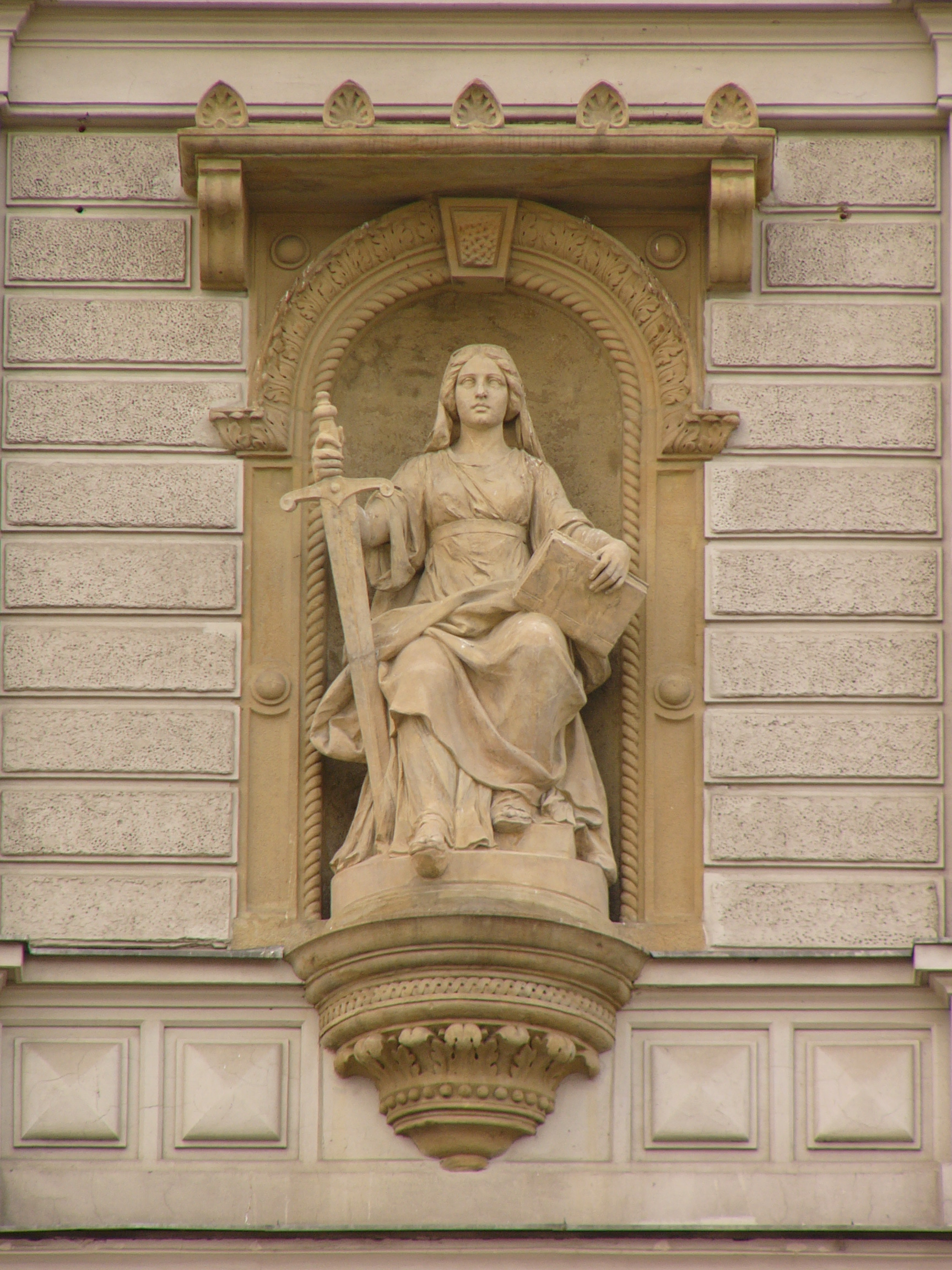
捷克奥洛穆茨的作于19世纪“法律的力量”，该像无眼罩及天秤，以一本书代替。
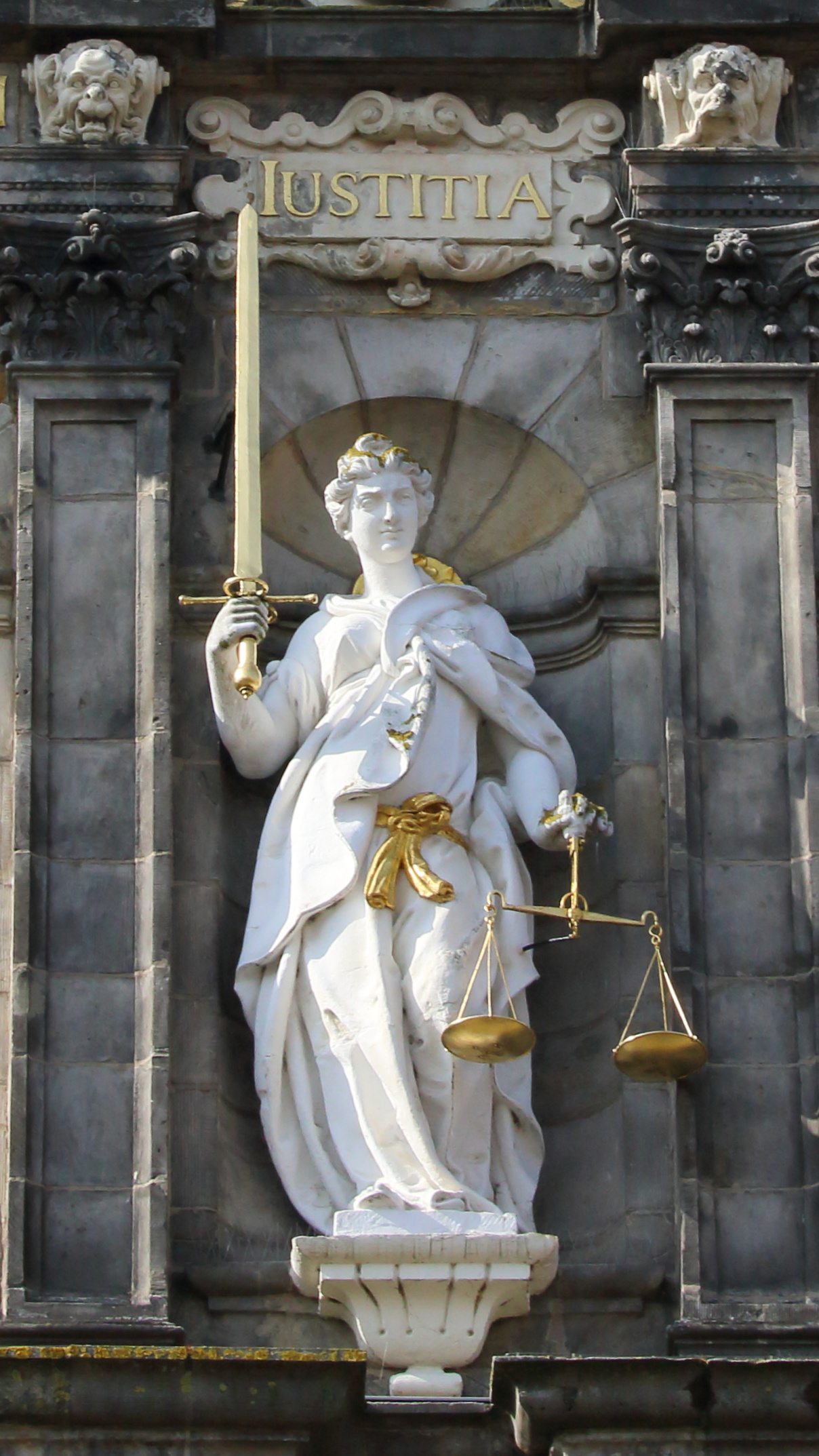
荷兰戴尔夫特市政厅
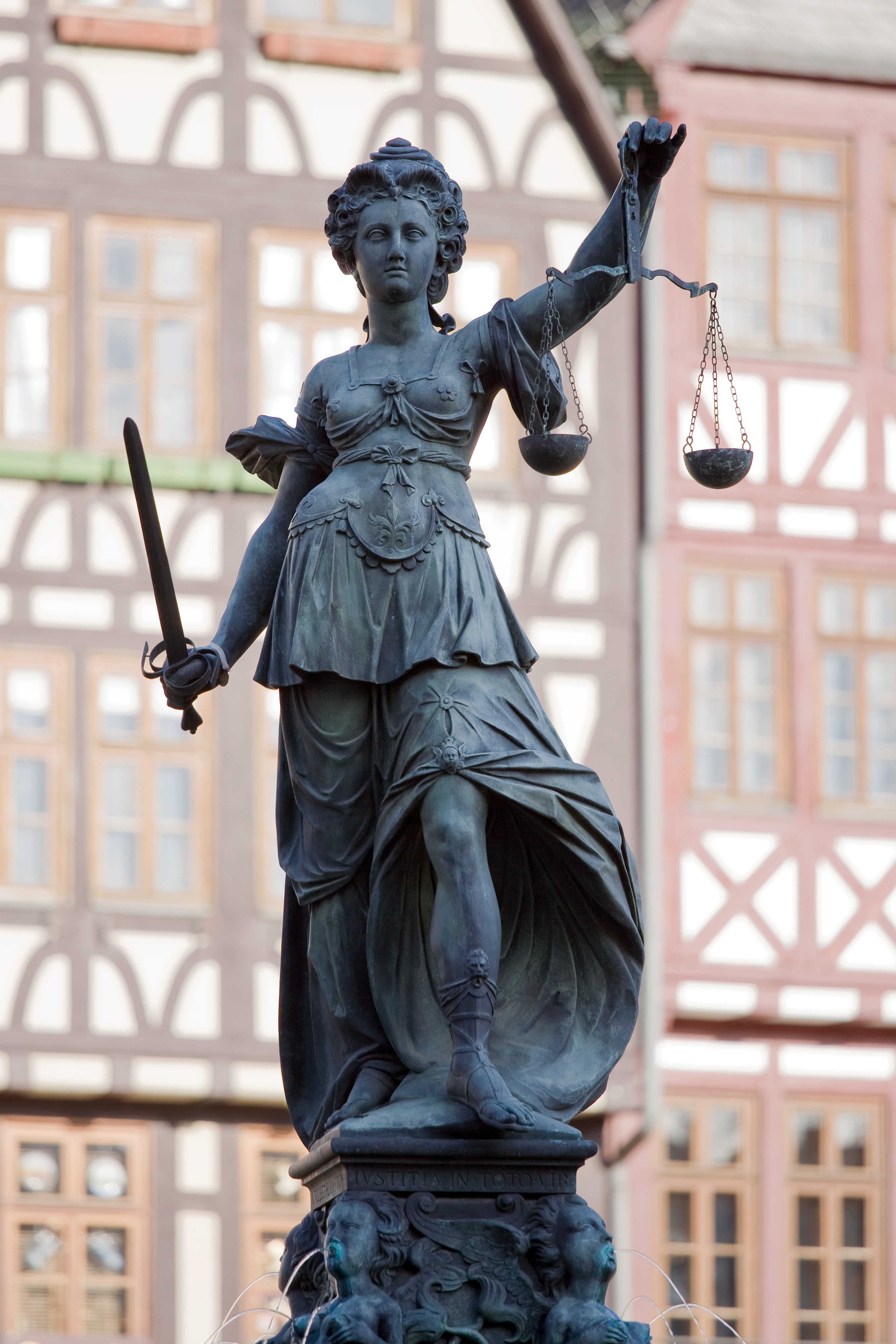
德国法兰克福正义女神喷泉
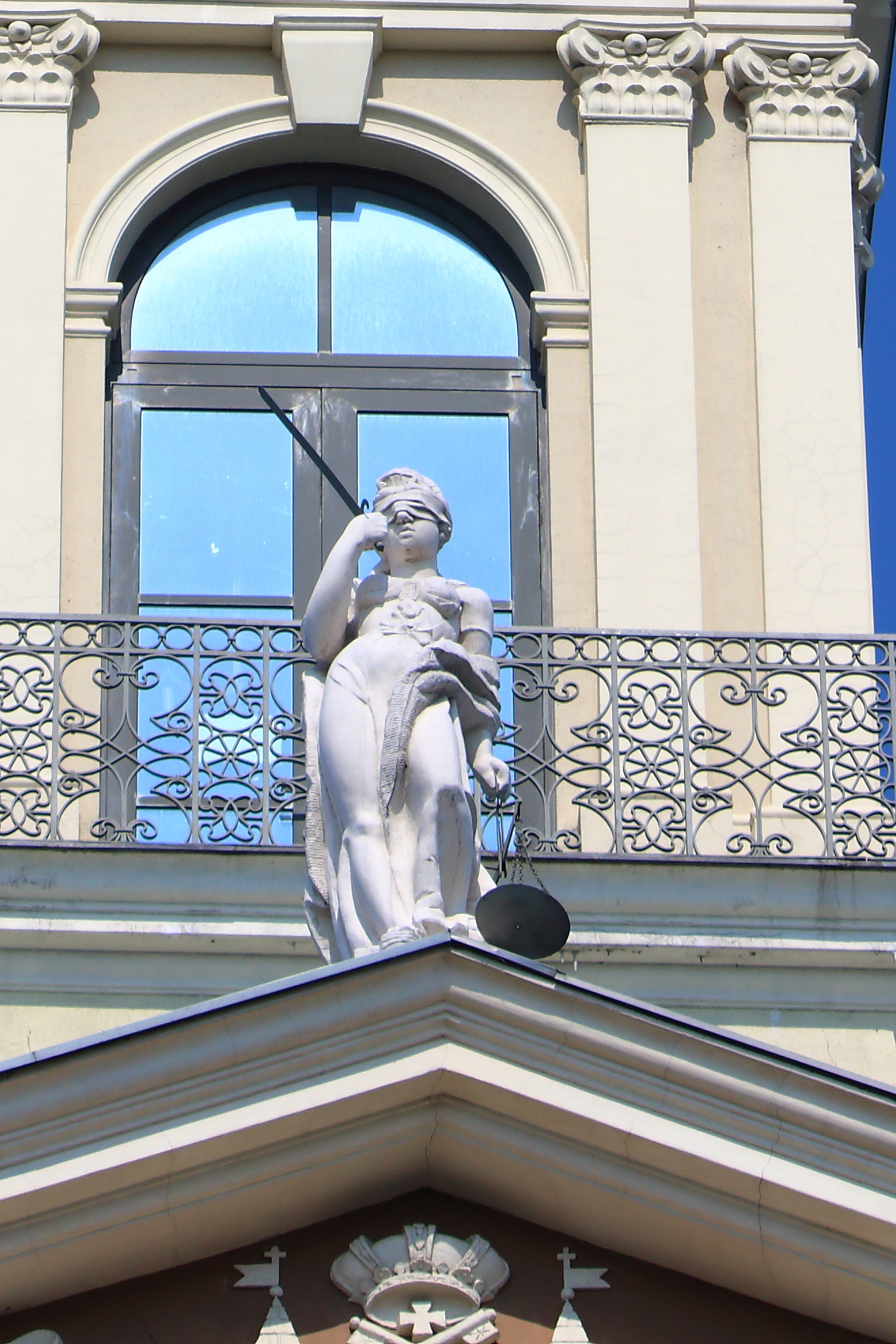
拉脱维亚里加市政厅
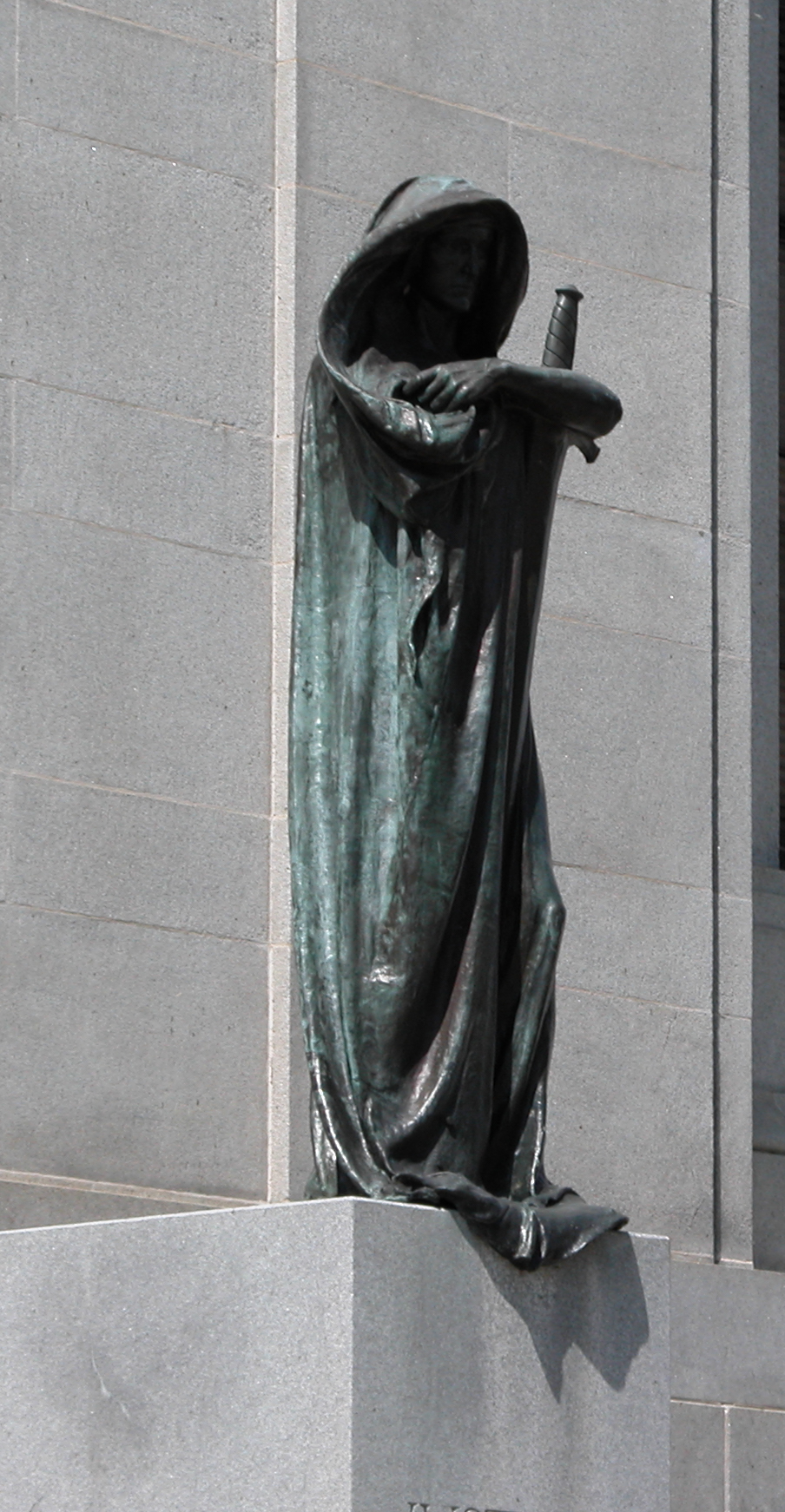
加拿大最高法院外的正义女神
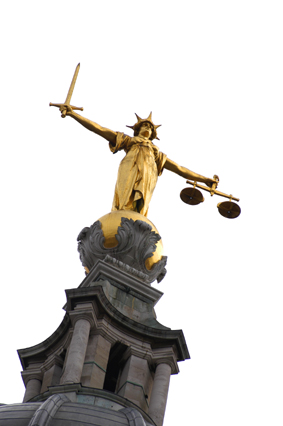
伦敦奧卑利中央刑事法院上的正义女神像
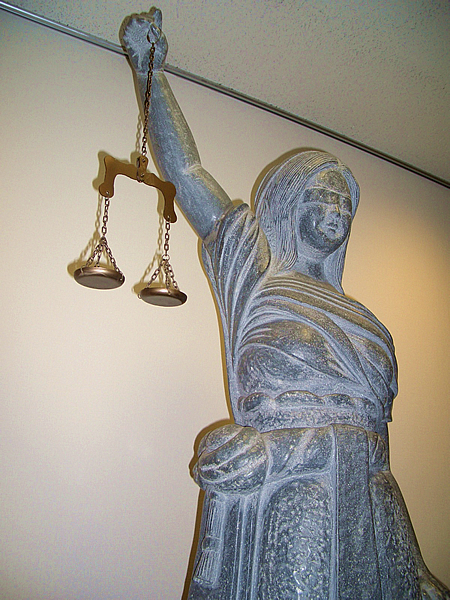
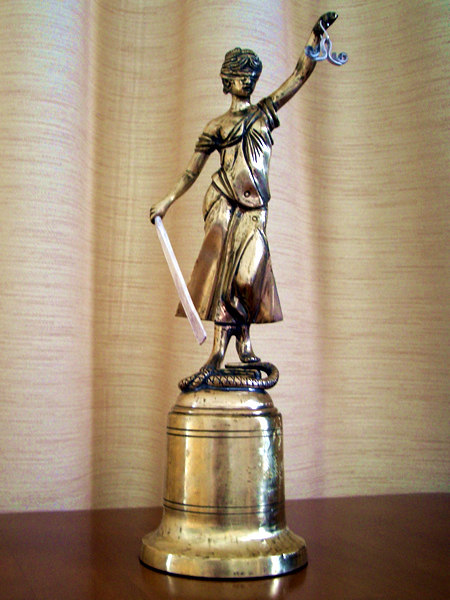
1890年代
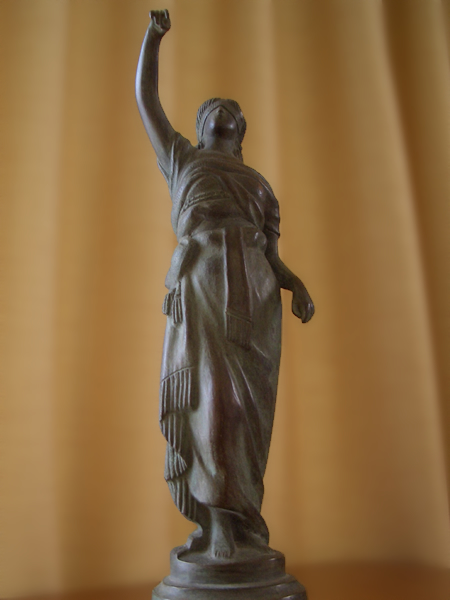
1920年代
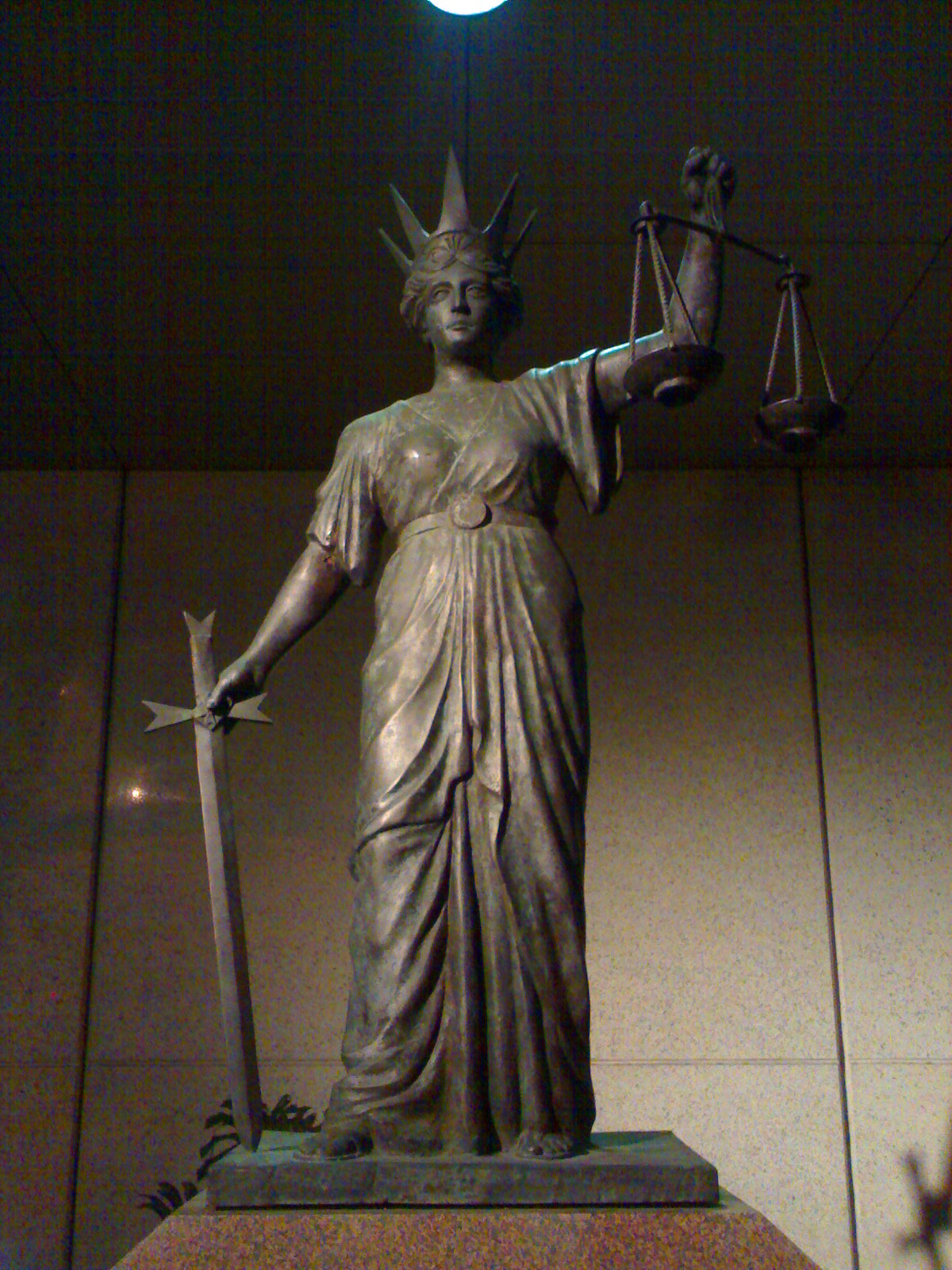
澳大利亞昆士蘭法院

### 绘画

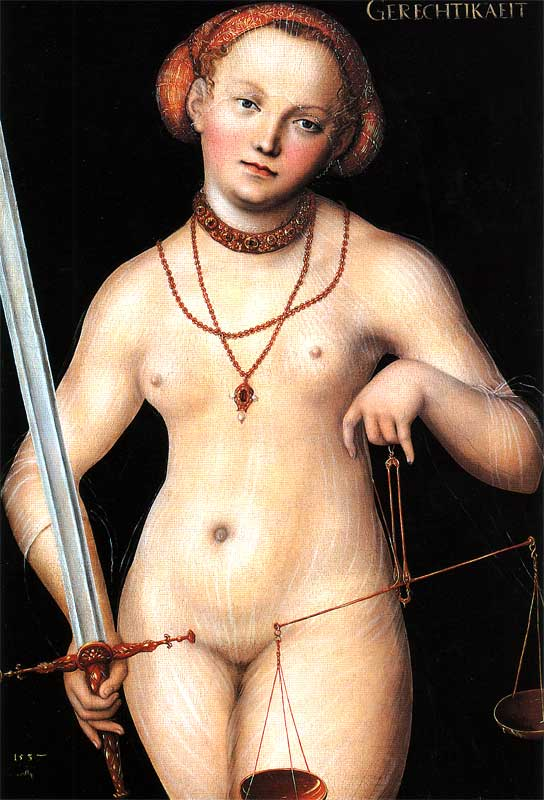
1537年作
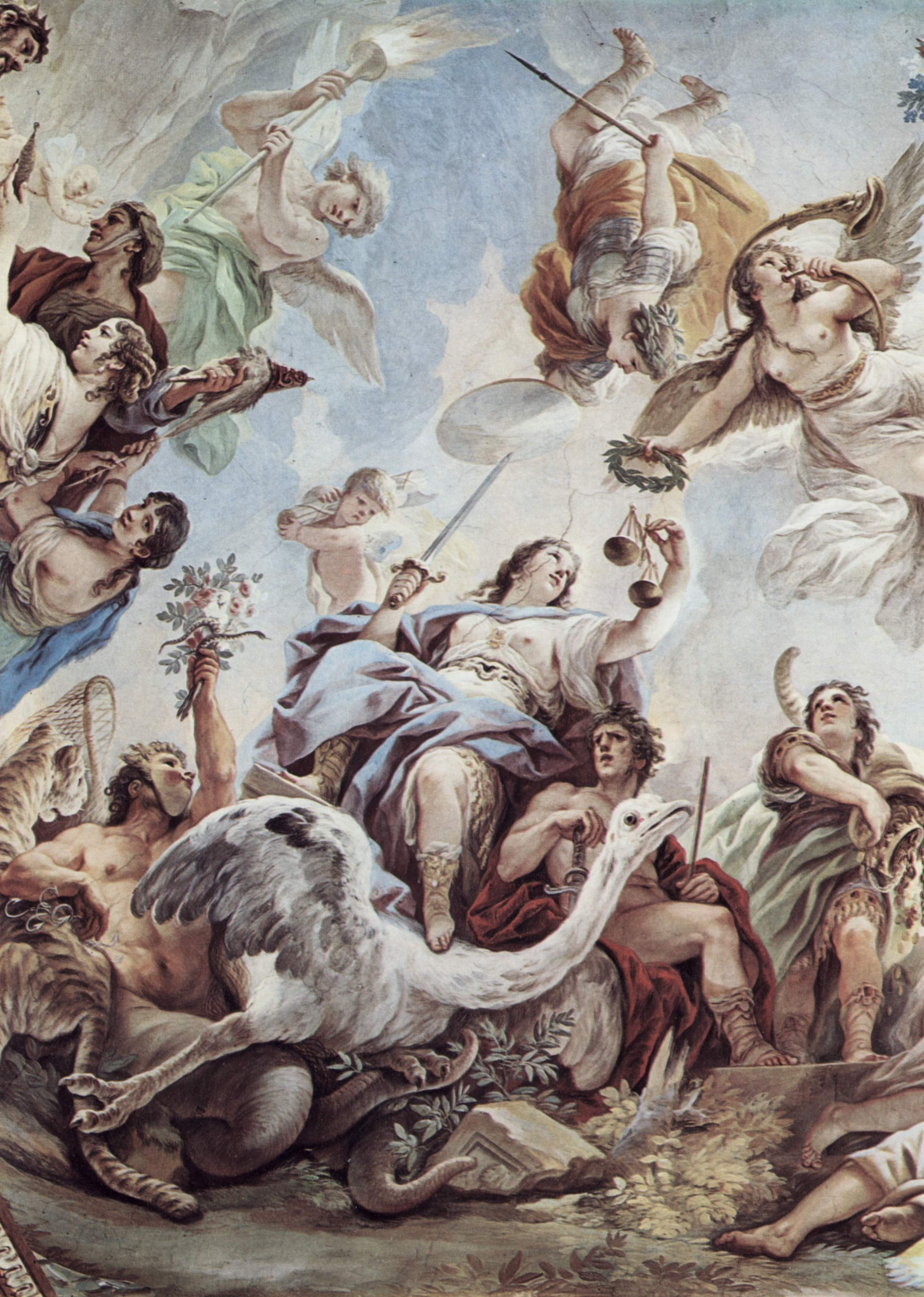